# Выборы в Палату советников Японии (2010)

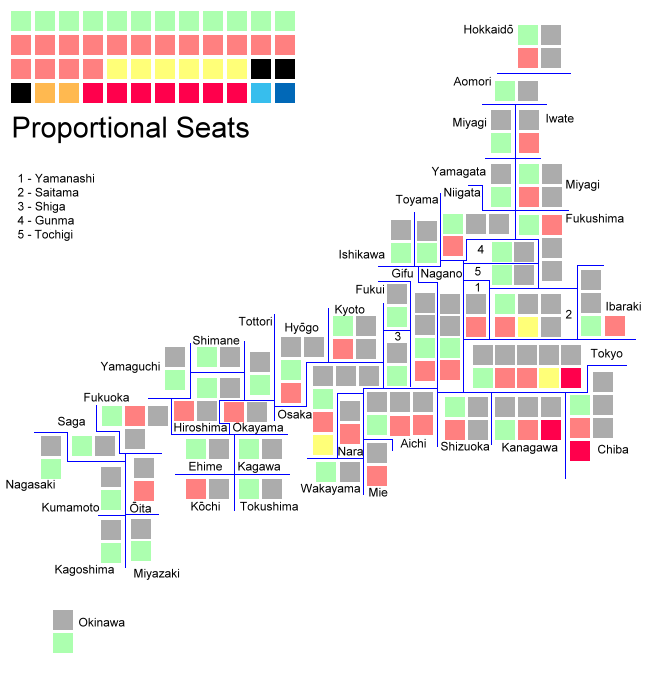
Распределение мест по итогам выборов (сверху — итоги пропорционального голосования, на карте — мажоритарного голосования)
Либерально-демократическая партия Японии
Демократическая партия Японии
Комэйто
Коммунистическая партия Японии
Социал-демократическая партия Японии
«Твоя партия»
Sunrise Party of Japan
New Renaissance Party

Выборы в Палату советников Японии 2010 года — верхнюю палату японского парламента — прошли 11 июля. На выборах был переизбран 121 депутат из 242 — вторая половина депутатов будет переизбрана в 2013 году. Выборы прошли по смешанной избирательной системе — 48 депутатов были избраны по пропорциональной системе, 73 — по мажоритарной.
До выборов правящая Демократическая партия Японии имела самую крупную фракцию в Палате советников Императора (109 мест); правившая ранее на протяжении десятков лет Либерально-демократическая партия Японии располагала до момента выборов 83 местами. Выборы прошли на фоне сложной экономической ситуации и апатии избирателей — в апреле около половины японцев не поддержали ни одну из политических партий.

## Результаты выборов
| Партия                            | Голоса             | Места | Места | Места | Δ    | Всего мест | Δ с 2007 |
| Партия                            | Голоса             | П.    | М.    | Σ     | Δ    | Всего мест | Δ с 2007 |
| --------------------------------- | ------------------ | ----- | ----- | ----- | ---- | ---------- | -------- |
| Либерально-демократическая партия | 14 071 438 (24,1%) | 12    | 39    | 51    | ▲ 13 | 84         | ▲ 1      |
| Демократическая партия            | 18 450 138 (31,6%) | 16    | 28    | 44    | ▼ 16 | 106        | ▼ 3      |
| Комэйто                           | 7 639 437 (13,1%)  | 6     | 3     | 9     | ▼ 2  | 19         | ▼ 1      |
| Коммунистическая партия           | 3 563 554 (6,1%)   | 3     | 0     | 3     | ▼ 1  | 6          | ▼ 1      |
| Социал-демократическая партия     | 2 242 735 (3,8%)   | 2     | 0     | 2     | ▬    | 4          | ▼ 1      |
| «Твоя партия»                     | 7 943 875 (13,6%)  | 7     | 3     | 10    | ▲ 10 | 11         | Впервые  |
| Восход Японии?                    | 1 232 207 (2,1%)   | 1     | 0     | 1     | ▲ 1  | 3          | Впервые  |
| Новое возрождение?                | 1 172 394 (2%)     | 1     | 0     | 1     | ▼ 4  | 2          | Впервые  |
| Новая народная партия             | 1 000 034 (1,7%)   | 0     | 0     | 0     | ▼ 3  | 3          | ▼ 1      |